# الطابق الثالث (مسلسل)
مسلسل كويتي من بطولة علي المفيدي واستقلال أحمد، من إنتاج عام 1977. ويحكي قصة شخص يحتجزه شقيقه في الطابق الثالث، في حين يقطن هو في الطابق الثاني؛ يتزوج الأخ غنيمة التي تسمع أصواتاً غريبة مرعبة تصدر من الطابق الثالث ولا تعلم سبب تلك الأصوات حتى تكتشف بأنه الرجل المحبوس من قبل شقيقه وهو زوجها وتدور أحداث المسلسل بصورة مثيرة ومرعبة